# 成都东客站 (地铁)
成都东客站位于中華人民共和國四川省成都市成华区青衣江路，是成都地铁2号线和7号线的地下换乘车站，位于成都铁路局特等客运站成都东站地下，于2012年9月16日开通使用。在2号线建设期间，本站曾使用工程名“沙河堡站”。

## 车站结构
地铁成都东客站与国铁成都东站为共構車站，设计为上下五层，从上到下分别为高架候车层、国铁站台层（地面层）、国铁出站层/地铁站厅层（地下一层）、地铁2号线站台层（地下二层）、地铁7号线站台层（地下三层），每一层实现国铁、地铁、公交、出租和长途客运的便捷换乘。
| 地下 一层 | 站厅层                             | 出入口、安检、售票机、站外商店     |  |
| 地下 二层 |                                    | 2号线列车往犀浦方向 （塔子山公园） |  |
| 地下 二层 | 岛式站台，左边车门将会开启         |                                    |  |
| 地下 二层 | 2号线列车往龙泉驿方向 （成渝立交） |                                    |  |
| 地下 三层 |                                    | 7号线列车外环方向 （迎晖路）       |  |
| 地下 三层 | 岛式站台，左边车门将会开启         |                                    |  |
| 地下 三层 | 7号线列车内环方向 （大观）         |                                    |  |

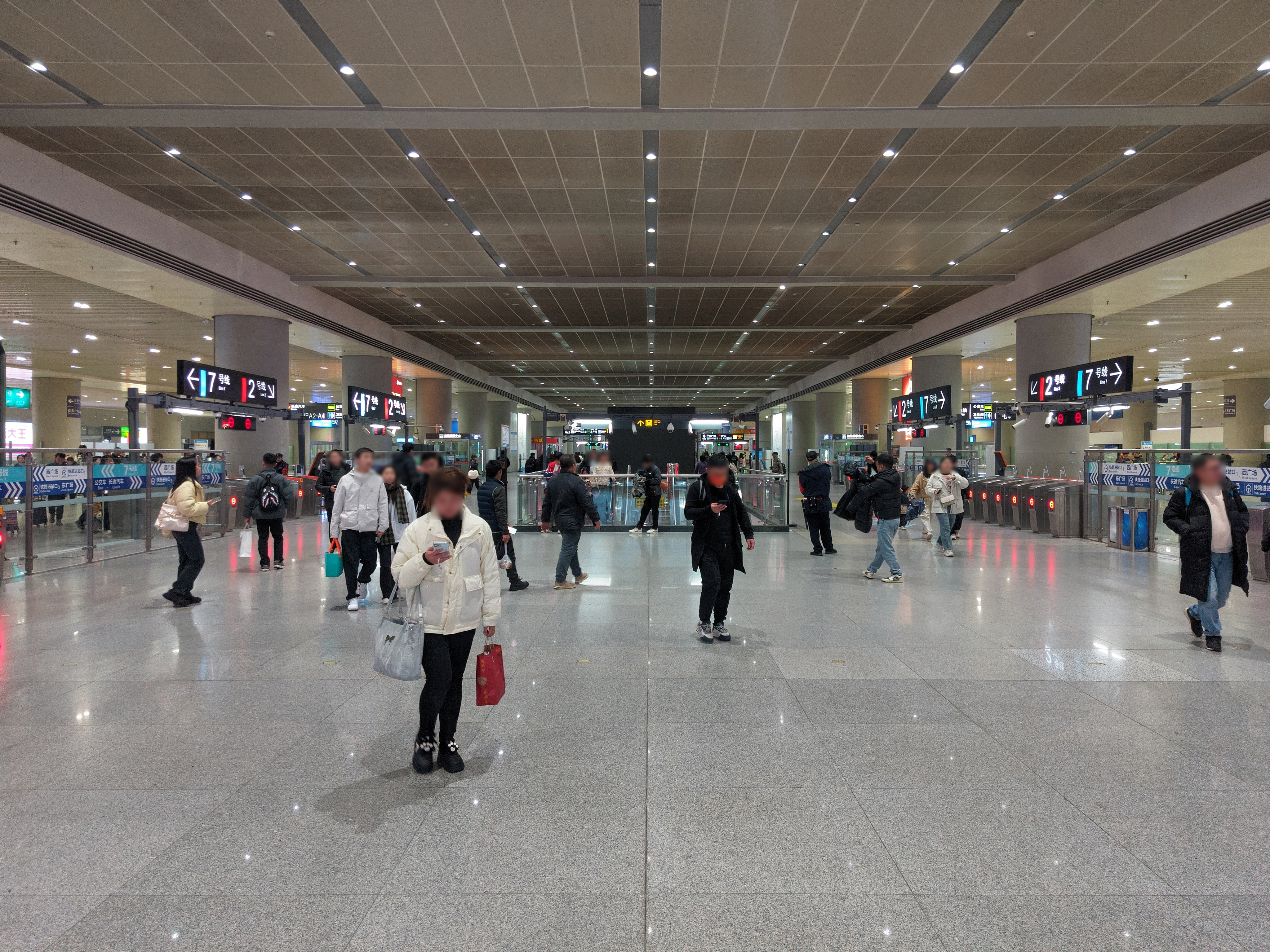
站厅层
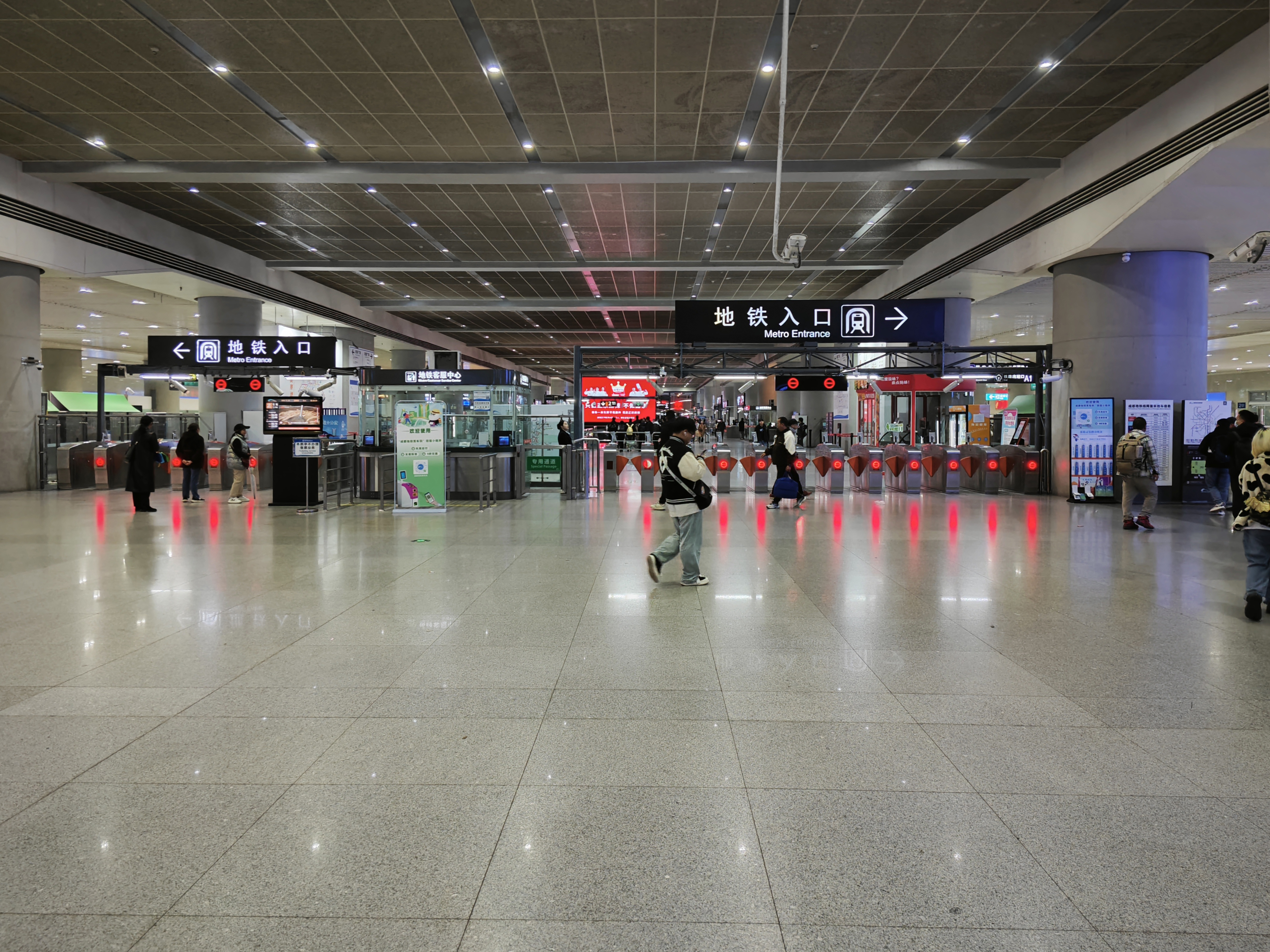
站厅层
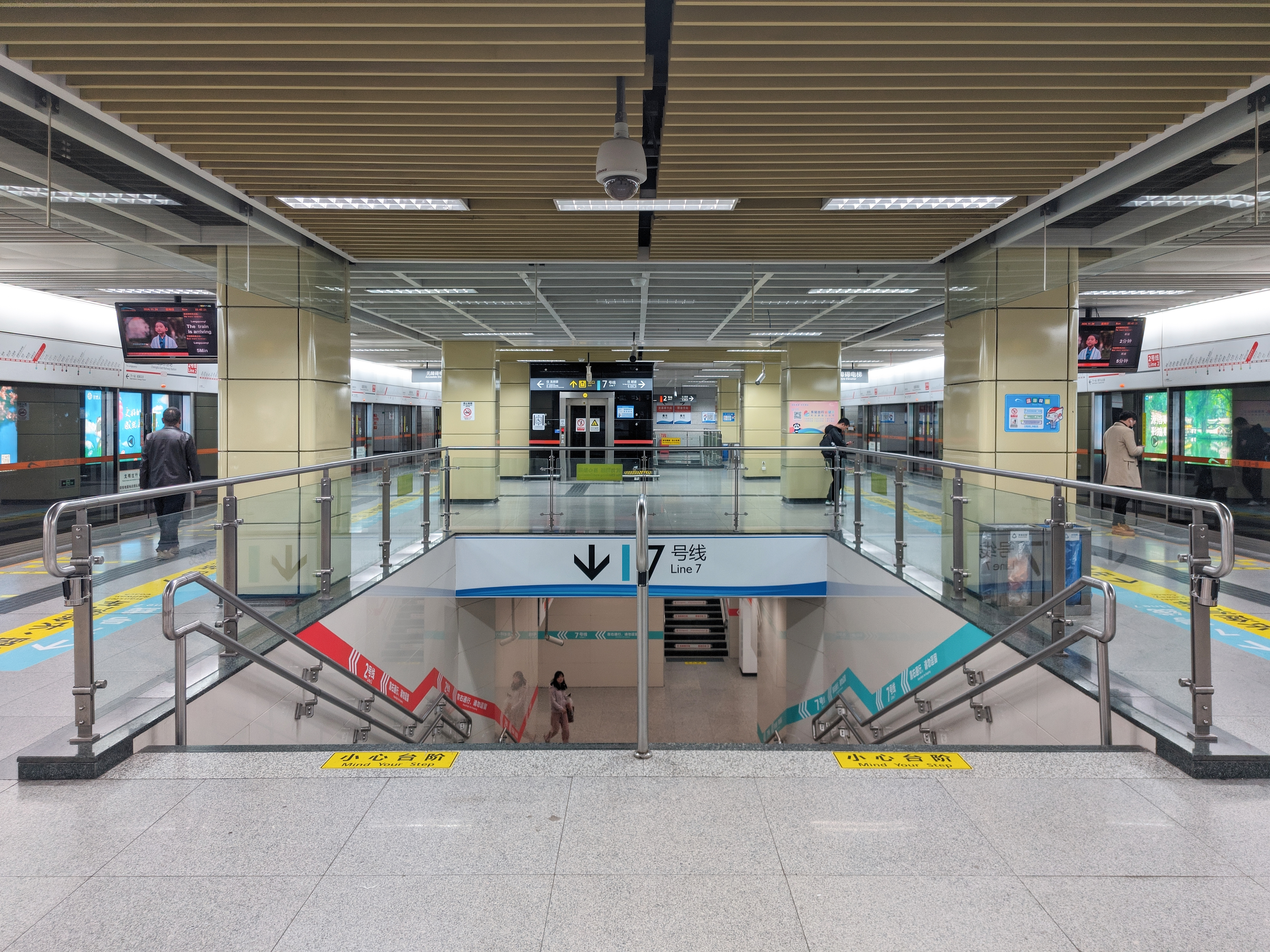
2号线站台层
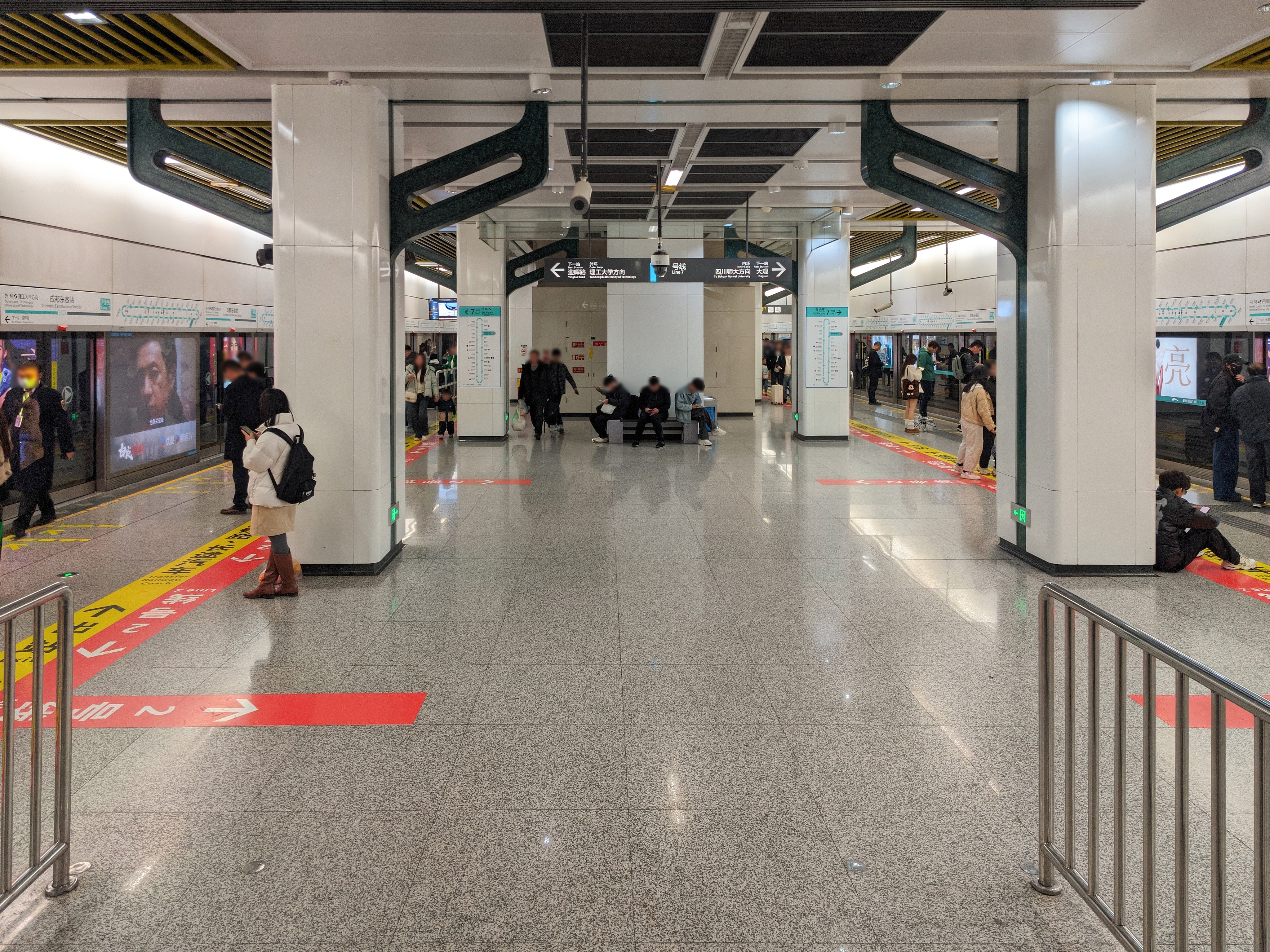
7号线站台层
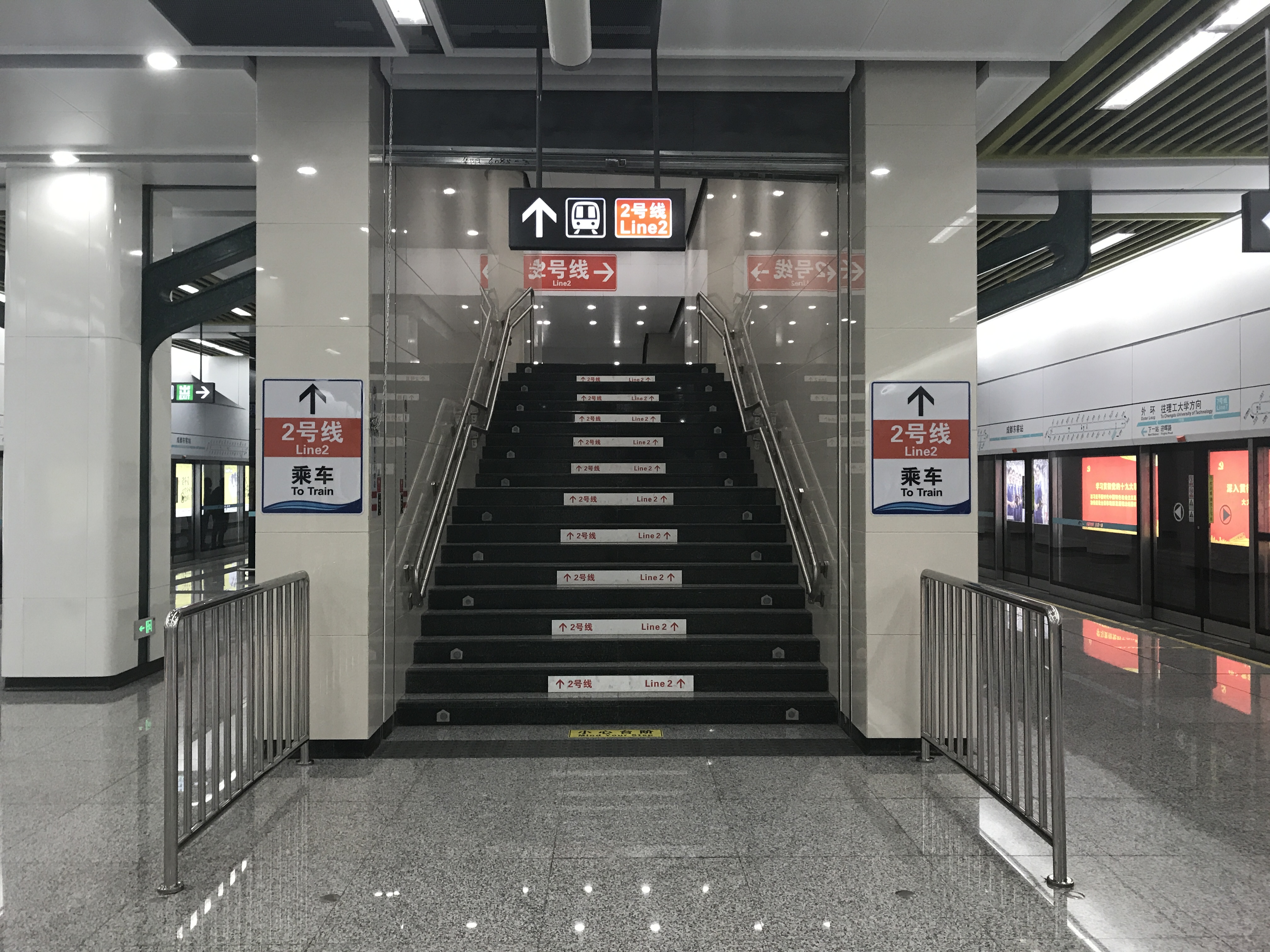
7号线至2号线单向换乘通道

## 车站服务
地铁成都东客站站厅位于地下一层，设有售票机、安检设施和进出站闸机。自2017年11月28日起，车站正式启用“铁路出站乘客换乘地铁免除二次安检”模式，即从成都东站出站的乘客无需再次经过地铁安检便可直接购票搭乘地铁。

## 内装与公共艺术
本站7号线站台层为7号线5座艺术站之一。站台空间的设计与成都东站站房相呼应，体现了璀璨的古蜀三星堆文化。

## 出入口信息
本站无独立的出入口，车站站厅位于成都东站负一层（到达层），连通成都东站东、西广场，无障碍电梯临近西广场一端。

## 車站週邊
- 成都东站

## 大事记
- 2010年2月6日，2号线车站主体结构封顶[3]；
- 2012年9月16日，2号线车站正式启用[1]；
- 2017年12月6日，7号线车站正式启用[6]。
- 2023年7月，本站英文名由East Chengdu Railway Station改为Chengdu East Railway Station。